# Eustrophopsis bicolor
Eustrophopsis bicolor är en skalbaggsart som först beskrevs av Fabricius 1798.  Eustrophopsis bicolor ingår i släktet Eustrophopsis och familjen skinnsvampbaggar. Inga underarter finns listade i Catalogue of Life.